# Tuffi ai XVII Giochi asiatici - Piattaforma 10 metri femminile
La competizione dei tuffi dalla piattaforma 10 metri femminile dei XVII Giochi asiatici si è disputata il 2 ottobre 2014 presso il Centro Acquatico Munhak Park Tae-hwan, di Incheon, in Corea del Sud. La gara si è svolta in un turno nel quale ogni atleta ha eseguito una serie di cinque tuffi.

## Programma
| Data           | Ora (UTC+9) | Turno  |
| -------------- | ----------- | ------ |
| 2 ottobre 2014 | 16:25       | Finale |

## Risultati
| Class   | Atleta           | Nazione        | Tuffi | Tuffi | Tuffi | Tuffi | Tuffi | Totale |
| Class   | Atleta           | Nazione        | 1     | 2     | 3     | 4     | 5     | Totale |
| ------- | ---------------- | -------------- | ----- | ----- | ----- | ----- | ----- | ------ |
| Oro     | Si Yajie         | Cina           | 76.50 | 81.60 | 73.60 | 84.15 | 78.40 | 394.25 |
| Argento | Huang Xiaohui    | Cina           | 54.00 | 62.40 | 75.20 | 89.10 | 81.60 | 362.30 |
| Bronzo  | Kim Un-hyang     | Corea del Nord | 78.40 | 72.00 | 48.00 | 75.90 | 84.15 | 358.45 |
| 4       | Loh Zhiayi       | Malaysia       | 62.40 | 72.00 | 52.20 | 57.60 | 76.80 | 321.00 |
| 5       | Minami Itahashi  | Giappone       | 60.00 | 37.50 | 75.60 | 76.80 | 65.60 | 315.50 |
| 6       | Song Nam-hyang   | Corea del Nord | 57.60 | 76.50 | 58.00 | 43.20 | 76.80 | 312.10 |
| 7       | Pandelela Rinong | Malaysia       | 58.50 | 65.25 | 64.00 | 44.80 | 76.80 | 309.35 |
| 8       | Fuka Tatsumi     | Giappone       | 64.50 | 37.50 | 54.45 | 59.45 | 70.40 | 286.30 |
| 9       | Ko Hyeon-ju      | Corea del Sud  | 58.80 | 46.40 | 61.60 | 63.00 | 38.40 | 268.20 |
| 10      | Cho Eun-bi       | Corea del Sud  | 64.40 | 72.00 | 30.45 | 31.35 | 68.80 | 267.00 |